# Бюхель (Айфель)
Бюхель (нем. Büchel) — община в Германии, в земле Рейнланд-Пфальц.
Входит в состав района Кохем-Целль. Подчиняется управлению Ульмен. Население составляет 1129 человек (на 31 декабря 2010 года). Занимает площадь 12,84 км².